# Puchar Ameryki Południowej w narciarstwie alpejskim mężczyzn 2013
Puchar Ameryki Południowej w narciarstwie alpejskim mężczyzn w sezonie 2013 był kolejną edycją tego cyklu. Pierwsze zawody rozegrano 21 sierpnia 2013 roku w chilijskim Valle Nevado, a ostatnie zostały rozegrane 4 października 2013 roku w chilijskim Nevados De Chillan.

## Podium zawodów
| Lp  | Data                | Miejsce            | Konkurencja     | Zwycięzca                | 2. miejsce          | 3. miejsce                     |
| 1.  | 21 sierpnia 2013    | Valle Nevado       | gigant          | Luca Ricou               | Eugenio Claro       | Andrew McNealus                |
| 2.  | 22 sierpnia 2013    | Valle Nevado       | supergigant     | Josef Ferstl             | Klaus Brandner      | Andreas Sander                 |
| 3.  | 23 sierpnia 2013    | Valle Nevado       | slalom          | Benjamin Gardet          | Andrew McNealus     | Natko Zrnčić-Dim               |
| 4.  | 31 sierpnia 2013    | El Colorado        | gigant          | Guillaume Grand          | Hig Roberts         | Cristian Javier Simari Birkner |
| 5.  | 1 września 2013     | La Parva           | slalom          | Sebastian Foss Solevåg   | Natko Zrnčić-Dim    | Maxime Tissot                  |
| 6.  | 3 września 2013     | La Parva           | zjazd           | Josef Ferstl             | Brice Roger         | Aleksander Glebow              |
| 7.  | 4 września 2013     | La Parva           | zjazd           | Josef Ferstl             | Andreas Strodl      | Adrien Théaux                  |
| 8.  | 5 września 2013     | La Parva           | superkombinacja | Thomas Mermillod Blondin | Josef Ferstl        | Natko Zrnčić-Dim               |
| 9.  | 6 września 2013     | La Parva           | supergigant     | Zawody Odwołane          | Zawody Odwołane     | Zawody Odwołane                |
| 10. | 11 września 2013    | Cerro Castor       | gigant          | Philip Brown             | Philipp Schörghofer | Samu Torsti                    |
| 11. | 13 września 2013    | Cerro Castor       | gigant          | Gabriel Rivas            | Romed Baumann       | Philipp Schörghofer            |
| 12. | 14 września 2013    | Cerro Castor       | slalom          | Julien Cousineau         | Francois Place      | Mitja Valenčič                 |
| 13. | 1 października 2013 | Nevados De Chillan | zjazd           | Zawody Odwołane          | Zawody Odwołane     | Zawody Odwołane                |
| 14. | 2 października 2013 | Nevados De Chillan | zjazd           | Zawody Odwołane          | Zawody Odwołane     | Zawody Odwołane                |
| 15. | 3 października 2013 | Nevados De Chillan | superkombinacja | Zawody Odwołane          | Zawody Odwołane     | Zawody Odwołane                |
| 16. | 4 października 2013 | Nevados De Chillan | superkombinacja | Zawody Odwołane          | Zawody Odwołane     | Zawody Odwołane                |

## Klasyfikacja generalna (po 16 z 16 konkurencji)
| Lp. | Zawodnik                       | Punkty |
| --- | ------------------------------ | ------ |
| 1.  | Cristian Javier Simari Birkner | 470    |
| 2.  | Josef Ferstl                   | 460    |
| 3.  | Natko Zrnčić-Dim               | 262    |
| 4.  | Jorge F. Birkner Ketelhohn     | 211    |
| 5.  | Klaus Brandner                 | 204    |
| 6.  | Philip Brown                   | 200    |
| 7.  | Andreas Strodl                 | 199    |
| 8.  | Filip Rzepecki                 | 180    |
| 9.  | Thomas Mermillod Blondin       | 177    |
| 10. | Jose Thomas Echeverria         | 174    |
| 10. | Luca Ricou                     | 174    |

| Miejsce | Zawodnik          | Punkty |
| ------- | ----------------- | ------ |
| 1.      | Josef Ferstl      | 200    |
| 2.      | Andreas Strodl    | 104    |
| 3.      | Johan Clarey      | 95     |
| 4.      | Adrien Théaux     | 80     |
| 4.      | Brice Roger       | 80     |
| 6.      | Aleksander Glebow | 75     |
| 7.      | Yannick Bertrand  | 64     |
| 8.      | Douglas Crawford  | 61     |
| 9.      | Natko Zrnčić-Dim  | 60     |
| 9.      | Guillermo Fayed   | 60     |

| Miejsce | Zawodnik                       | Punkty |
| ------- | ------------------------------ | ------ |
| 1.      | Josef Ferstl                   | 180    |
| 1.      | Klaus Brandner                 | 180    |
| 3.      | Andreas Strodl                 | 95     |
| 3.      | Natko Zrnčić-Dim               | 62     |
| 5.      | Adrien Théaux                  | 60     |
| 5.      | Andreas Sander                 | 60     |
| 7.      | Tobias Stechert                | 50     |
| 8.      | Thomas Mermillod Blondin       | 45     |
| 9.      | Cristian Javier Simari Birkner | 44     |
| 10.     | David Poisson                  | 40     |
| 10.     | Fabio Renz                     | 40     |
| 10.     | Andreas Romar                  | 40     |

| Miejsce | Zawodnik                       | Punkty |
| ------- | ------------------------------ | ------ |
| 1.      | Cristian Javier Simari Birkner | 181    |
| 2.      | Philip Brown                   | 150    |
| 3.      | Philipp Schörghofer            | 140    |
| 4.      | Romed Baumann                  | 120    |
| 5.      | Jose Thomas Echeverria         | 110    |
| 6.      | Gabriel Rivas                  | 100    |
| 6.      | Guillaume Grand                | 100    |
| 8.      | Luca Ricou                     | 92     |
| 9.      | Francois Place                 | 90     |
| 10.     | Hig Roberts                    | 80     |
| 10.     | William Duke                   | 80     |

| Miejsce | Zawodnik                       | Punkty |
| ------- | ------------------------------ | ------ |
| 1.      | Cristian Javier Simari Birkner | 200    |
| 2.      | Iason Abramashvili             | 120    |
| 2.      | Filip Rzepecki                 | 118    |
| 4.      | Jorge F. Birkner Ketelhohn     | 100    |
| 4.      | Julien Cousineau               | 100    |
| 4.      | Geoffrey Mattei                | 100    |
| 4.      | Sebastian Foss Solevåg         | 100    |
| 8.      | Eugenio Claro                  | 96     |
| 9.      | Thomas Maitre                  | 95     |
| 10.     | Natko Zrnčić-Dim               | 80     |
| 10.     | Francois Place                 | 80     |
| 10.     | Theo Leleu                     | 80     |

| Miejsce | Zawodnik                       | Punkty |
| ------- | ------------------------------ | ------ |
| 1.      | Thomas Mermillod Blondin       | 100    |
| 2.      | Josef Ferstl                   | 80     |
| 3.      | Natko Zrnčić-Dim               | 60     |
| 4.      | Valentin Giraud Moine          | 50     |
| 5.      | Cristian Javier Simari Birkner | 45     |
| 6.      | Dmitrij Uljanow                | 40     |
| 7.      | Douglas Crawford               | 36     |
| 8.      | TJ Baldwin                     | 32     |
| 9.      | Ferran Terra                   | 29     |
| 10.     | Hig Roberts                    | 26     |